# Leopoldo Ortiz Sevilla
Gral. Leopoldo Ortiz Sevilla fue un militar mexicano que participó en la Revolución mexicana. Nació en Mazatlán, Sinaloa, el 25 de enero de 1895. Desde 1913 se unió al constitucionalismo, alcanzando el grado de coronel. Ascendió a general brigadier el 16 de noviembre de 1940.  
Hijo de Jesús Ortiz y Porfiria Ivonne Sevilla Roig, originarios de España llegando a México a la Piedad de Cabadas, Michoacán en 1893. Sus padres procrearon 8 hijos. Ellos fueron Jesús Ortiz Sevilla, Soledad Ortiz Sevilla, Ana María Ortiz Sevilla, María Dolores Ortiz Sevilla , Antonio Ortiz Sevilla, Leopoldo Ortiz Sevilla, Eduardo Ortiz Sevilla y Juan Ortiz Sevilla.
Una de las anécdotas en su rango de Coronel fue el que salvó a su hermano mayor, Jesús Ortiz Sevilla, de ser fusilado dado que este entró borracho a caballo a uno de los cuarteles del constitucionalismo y gritando haciendo alabanzas al bando contrario. Momentos antes de ser fusilado pide como último deseo hablar con el Coronel Leopoldo Ortiz Sevilla y éste lo salva de tan trágico destino.
Leopoldo Ortiz Sevilla se casó con María de los Dolores Heredia en Guadalajara Jalisco en la época Cristera en México, con quien vivió en la calle de Pedro Moreno en el centro de la ciudad. Con ella procreó 3 hijos: Victoria Ortiz Heredia, Alfonso Ortiz Heredia y Rosario Ortiz Heredia. Estos dos últimos estudiaron medicina en Francia.
Después de enviudar de su primer matrimonio, siendo comandante de la Base Militar en Tantoyuca Veracruz, se casó por segunda ocasión con Graciela Martínez Ostos que era una de las hijas de su médico de cabecera, el Dr. Fernando Martínez Martínez. Procreando a Alejandro Ortiz Martínez, Eduardo Ortiz Martínez, Leopoldo Ortiz Martínez y Guillermo Ortiz Martínez.

## Muerte
Accidente cerebro bascular.